# Oreonetides rotundus
Oreonetides rotundus is een spinnensoort in de taxonomische indeling van de hangmatspinnen (Linyphiidae).
Het dier behoort tot het geslacht Oreonetides. De wetenschappelijke naam van de soort werd voor het eerst geldig gepubliceerd in 1913 door James Henry Emerton.